# Pere Antoni Monlleó
Pere Antoni Monlleó (Barcelona, 1720 - 1792) fou un músic, mestre de capella i compositor català. La seva obra, d'estil musical italià i amb textos dramàtics, fou coneguda per nombroses i diverses zones de Catalunya.

## Biografia
Tot i que no es coneix molt sobre la seva vida, hi ha alguns esdeveniments destacats, com ara la obtenció de la plaça de mestre de capella de la basílica de Santa Maria del Mar, el 1759. A més a més de dirigir el cant pla del cor de la comunitat de preveres, al esdevenir mestre de capella havia de tenir cura de la formació, la cura i l'atenció dels quatre infants del cor. El 1763, els músics de Santa Maria del Mar, sota la seva direcció, acudiren a la celebració de la inauguració de les obres d'ampliació del temple parroquial d'Olot. La zona de la Garrotxa es destacava per l'alta activitat musical, vinculada a les institucions eclesiàstiques, que, si bé eren músics locals o de les rodalies els que habitualment participaven en aquestes celebracions, en algunes ocasions especials comptaven amb la presència d'artistes i fundacions més rellevants, com en aquest cas.

## Obra
La seva obra és diversa, ja que va compondre diversos oratoris i drames sacres, els quals es troben en nombrosos fons musicals d'arreu del territori català. Això recolza el fet que la seva música era molt coneguda, mostrant interès i atractiu a ciutats com ara Cervera, Olot, Manresa, Vilafranca del Penedès, la Seu d'Urgell, Igualada o Vilanova i la Geltrú. Entre totes les seves composicions, cal destacar la missa a quatre veus O admirable comercium, la qual inclou una part instrumental per una petita orquestra de cambra, formada per violins, oboès, clarinets i acompanyament.
Poden consultar-se les seves composicions, localitzades a l'Arxiu Diocesà de Girona (GiC), l'Arxiu Comarcal de l'Anoia (SMI), l'Arxiu Històric Arxidiocesà de Tarragona i a l'Arxiu Comarcal de la Garrotxa, gràcies a la cerca d'Obres de Pere Antoni Monlleó als fons musicals de Catalunya a la pàgina web de l'IFMuC.